# Seznam jmenin ve Švédsku z roku 2001
Toto je současný Švédský kalendář, přijatý v roce 2001 pracovní skupinou vedenou Švédskou akademií. Nový seznam nemá oficiální status, ale i přesto je používán většinou nakladatelů. 
Po roce 1972 (poté starý kalendář ztratil svůj oficiální status) existovalo několik seznamů jmenin. Nový seznam bude aktualizován každých 15 let.
Kalendář jmenin ve Švédsku:
| Leden 1. Nyårsdagen (žádné jméno) 2. Svea 3. Alfred, Alfrida 4. Rut 5. Hanna, Hannele 6. Kasper, Melker, Baltsar 7. August, Augusta 8. Erland 9. Gunnar, Gunder 10. Sigurd, Sigbritt 11. Jan, Jannike 12. Frideborg, Fridolf 13. Knut (Tjugondedag jul) 14. Felix, Felicia 15. Laura, Lorentz 16. Hjalmar, Helmer 17. Anton, Tony 18. Hilda, Hildur 19. Henrik 20. Fabian, Sebastian 21. Agnes, Agneta 22. Vincent, Viktor 23. Frej, Freja 24. Erika 25. Paul, Pål 26. Bodil, Boel 27. Göte, Göta 28. Karl, Karla 29. Diana 30. Gunilla, Gunhild 31. Ivar, Joar | Únor 1. Max, Maximilian 2. Kyndelsmässodagen (žádné jméno) 3. Disa, Hjördis 4. Ansgar, Anselm 5. Agata, Agda 6. Dorotea, Doris 7. Rikard, Dick 8. Berta, Bert 9. Fanny, Franciska 10. Iris 11. Yngve, Inge 12. Evelina, Evy 13. Agne, Ove 14. Valentin 15. Sigfrid 16. Julia, Julius 17. Alexandra, Sandra 18. Frida, Fritiof 19. Gabriella, Ella 20. Vivianne 21. Hilding 22. Pia 23. Torsten, Torun 24. Mattias, Mats 25. Sigvard, Sivert 26. Torgny, Torkel 27. Lage 28. Maria *V přestupném roce 29. února není žádné jméno. | Březen 1. Albin, Elvira 2. Ernst, Erna 3. Gunborg, Gunvor 4. Adrian, Adriana 5. Tora, Tove 6. Ebba, Ebbe 7. Camilla 8. Siv 9. Torbjörn, Torleif 10. Edla, Ada 11. Edvin, Egon 12. Viktoria 13. Greger 14. Matilda, Maud 15. Kristoffer, Christel 16. Herbert, Gilbert 17. Gertrud 18. Edvard, Edmund 19. Josef, Josefina 20. Joakim, Kim 21. Bengt 22. Kennet, Kent 23. Gerda, Gerd 24. Gabriel, Rafael 25. Marie bebådelsedag (žádné jméno) 26. Emanuel 27. Rudolf, Ralf 28. Malkolm, Morgan 29. Jonas, Jens 30. Holger, Holmfrid 31. Ester | Duben 1. Harald, Hervor 2. Gudmund, Ingemund 3. Ferdinand, Nanna 4. Marianne, Marlene 5. Irene, Irja 6. Vilhelm, Helmi 7. Irma, Irmelin 8. Nadja, Tanja 9. Otto, Ottilia 10. Ingvar, Ingvor 11. Ulf, Ylva 12. Liv 13. Artur, Douglas 14. Tiburtius 15. Olivia, Oliver 16. Patrik, Patricia 17. Elias, Elis 18. Valdemar, Volmar 19. Olaus, Ola 20. Amalia, Amelie 21. Anneli, Annika 22. Allan, Glenn 23. Georg, Göran 24. Vega 25. Markus 26. Teresia, Terese 27. Engelbrekt 28. Ture, Tyra 29. Tyko 30. Mariana | Květen 1. Valborg 2. Filip, Filippa 3. John, Jane 4. Monika, Mona 5. Gotthard, Erhard 6. Marit, Rita 7. Carina, Carita 8. Åke 9. Reidar, Reidun 10. Esbjörn, Styrbjörn 11. Märta, Märit 12. Charlotta, Lotta 13. Linnea, Linn 14. Halvard, Halvar 15. Sofia, Sonja 16. Ronald, Ronny 17. Rebecka, Ruben 18. Erik 19. Maj, Majken 20. Karolina, Carola 21. Konstantin, Conny 22. Hemming, Henning 23. Desideria, Desirée 24. Ivan, Vanja 25. Urban 26. Vilhelmina, Vilma 27. Beda, Blenda 28. Ingeborg, Borghild 29. Yvonne, Jeanette 30. Vera, Veronika 31. Petronella, Pernilla | Červen 1. Gun, Gunnel 2. Rutger, Roger 3. Ingemar, Gudmar 4. Solbritt, Solveig 5. Bo 6. Gustav, Gösta 7. Robert, Robin 8. Eivor, Majvor 9. Börje, Birger 10. Svante, Boris 11. Bertil, Berthold 12. Eskil 13. Aina, Aino 14. Håkan, Hakon 15. Margit, Margot 16. Axel, Axelina 17. Torborg, Torvald 18. Björn, Bjarne 19. Germund, Görel 20. Linda 21. Alf, Alvar 22. Paulina, Paula 23. Adolf, Alice 24. Johannes Döparens dag (žádné jméno) 25. David, Salomon 26. Rakel, Lea 27. Selma, Fingal 28. Leo 29. Peter, Petra 30. Elof, Leif |

| Červenec 1. Aron, Mirjam 2. Rosa, Rosita 3. Aurora 4. Ulrika, Ulla 5. Laila, Ritva 6. Esaias, Jessika 7. Klas 8. Kjell 9. Jörgen, Örjan 10. André, Andrea 11. Eleonora, Ellinor 12. Herman, Hermine 13. Joel, Judit 14. Folke 15. Ragnhild, Ragnvald 16. Reinhold, Reine 17. Bruno 18. Fredrik, Fritz 19. Sara 20. Margareta, Greta 21. Johanna 22. Magdalena, Madeleine 23. Emma 24. Kristina, Kerstin 25. Jakob 26. Jesper 27. Marta 28. Botvid, Seved 29. Olof 30. Algot 31. Helena, Elin | Srpen 1. Per 2. Karin, Kajsa 3. Tage 4. Arne, Arnold 5. Ulrik, Alrik 6. Alfons, Inez 7. Dennis, Denise 8. Silvia, Sylvia 9. Roland 10. Lars 11. Susanna 12. Klara 13. Kaj 14. Uno 15. Stella, Estelle 16. Brynolf 17. Verner, Valter 18. Ellen, Lena 19. Magnus, Måns 20. Bernhard, Bernt 21. Jon, Jonna 22. Henrietta, Henrika 23. Signe, Signhild 24. Bartolomeus 25. Lovisa, Louise 26. Östen 27. Rolf, Raoul 28. Gurli, Leila 29. Hans, Hampus 30. Albert, Albertina 31. Arvid, Vidar | Září 1. Samuel 2. Justus, Justina 3. Alfhild, Alva 4. Gisela 5. Adela, Heidi 6. Lilian, Lilly 7. Regina, Roy 8. Alma, Hulda 9. Anita, Annette 10. Tord, Turid 11. Dagny, Helny 12. Åsa, Åslög 13. Sture 14. Ida 15. Sigrid, Siri 16. Dag, Daga 17. Hildegard, Magnhild 18. Orvar 19. Fredrika 20. Elise, Lisa 21. Matteus 22. Maurits, Moritz 23. Tekla, Tea 24. Gerhard, Gert 25. Tryggve 26. Enar, Einar 27. Dagmar, Rigmor 28. Lennart, Leonard 29. Mikael, Mikaela 30. Helge | Říjen 1. Ragnar, Ragna 2. Ludvig, Love 3. Evald, Osvald 4. Frans, Frank 5. Bror 6. Jenny, Jennifer 7. Birgitta, Britta 8. Nils 9. Ingrid, Inger 10. Harry, Harriet 11. Erling, Jarl 12. Valfrid, Manfred 13. Berit, Birgit 14. Stellan 15. Hedvig, Hillevi 16. Finn 17. Antonia, Toini 18. Lukas 19. Tore, Tor 20. Sibylla 21. Ursula, Yrsa 22. Marika, Marita 23. Severin, Sören 24. Evert, Eilert 25. Inga, Ingalill 26. Amanda, Rasmus 27. Sabina 28. Simon, Simone 29. Viola 30. Elsa, Isabella 31. Edit, Edgar | Listopad 1. Allhelgonadagen (žádné jméno) 2. Tobias 3. Hubert, Hugo 4. Sverker 5. Eugen, Eugenia 6. Gustav Adolf 7. Ingegerd, Ingela 8. Vendela 9. Teodor, Teodora 10. Martin, Martina 11. Mårten 12. Konrad, Kurt 13. Kristian, Krister 14. Emil, Emilia 15. Leopold 16. Vibeke, Viveka 17. Naemi, Naima 18. Lillemor, Moa 19. Elisabet, Lisbet 20. Pontus, Marina 21. Helga, Olga 22. Cecilia, Sissela 23. Klemens 24. Gudrun, Rune 25. Katarina, Katja 26. Linus 27. Astrid, Asta 28. Malte 29. Sune 30. Andreas, Anders | Prosinec 1. Oskar, Ossian 2. Beata, Beatrice 3. Lydia 4. Barbara, Barbro 5. Sven 6. Nikolaus, Niklas 7. Angela, Angelika 8. Virginia 9. Anna 10. Malin, Malena 11. Daniel, Daniela 12. Alexander, Alexis 13. Lucia 14. Sten, Sixten 15. Gottfrid 16. Assar 17. Stig 18. Abraham 19. Isak 20. Israel, Moses 21. Tomas 22. Natanael, Jonatan 23. Adam 24. Eva 25. Juldagen (žádné jméno) 26. Stefan, Staffan 27. Johannes, Johan 28. Benjamin (Värnlösa barns dag) 29. Natalia, Natalie 30. Abel, Set 31. Sylvester |